# Niedobór magnezu
Niedobór magnezu – zaburzenie elektrolitowe, w którym występuje niski poziom magnezu w organizmie. Może zarówno przebiegać bezobjawowo, jak i wywoływać liczne dolegliwości. Objawami mogą być drżenia, toniczne skurcze mięśni, zaburzenia koordynacji ruchowej, utrata apetytu, zmiany osobowości czy oczopląs. Powikłaniem może być napad padaczkowy bądź nawet zatrzymanie akcji serca w mechanizmie torsade de pointes. Często przebiega razem z hipokaliemią i hipokalcemią z tego też powodu niedoborowi magnezu częstą towarzyszą objawy charakterystyczne dla tężyczki.
Prawidłowy poziom magnezu mieści się w zakresie 0,65 – 1,2 mmol/l i spadek poziom magnezu we krwi poniżej 0,65 mmol/l nazywany jest hipomagnezemią. Rozpoznanie niedoboru magnezu stawiane jest najczęściej w oparciu o stwierdzenie w badaniach laboratoryjnych hipomagnezemii i typowych objawów, ponieważ prawidłowa magnezemia nie wyklucza niedoboru magnezu, a hipomagnezemia, choć najczęściej świadczy o zmniejszonej ogólnoustrojowej zawartości magnezu, może występować też u osób z prawidłowymi, a nawet jego zwiększonymi zasobami.
Przyczynami może być niedostateczna podaż magnezu w diecie, biegunka, utrata magnezu z moczem, alkoholizm, zaburzenia wchłaniania czy cukrzyca. Także leki mogą powodować niedobory magnezu, np. furosemid czy inhibitory pompy protonowej.
Leczenie polega na doustnej suplementacji preparatów magnezu, w ciężkich przypadkach dożylnym podawaniu siarczanu magnezu, wyrównywaniu niedoboru płynów i współtowarzyszących zaburzeń elektrolitowych.
Hipomagnezemia jest jednym z częstszych zaburzeń elektrolitowych diagnozowanych u pacjentów szpitalnych.

## Epidemiologia
Nie ma badań poświęconych rozpowszechnieniu hipomagnezemii w populacji ogólnej. Na niedobór magnezu cierpi różny odsetek pacjentów ze specyficznymi chorobami, np. u chorych z przewlekłą niewydolnością serca – 17,4%, u pacjentów z upośledzeniem przepływu powietrza w drogach oddechowych – 27,8%, u alkoholików – 31,6%, u pacjentów z zaawansowaną chorobą nowotworową – 45,6%, u pacjentów z cukrzycą typu 2 – 49,3%, u pacjentów poddawanych dializie otrzewnowej – 64%. Hipomagnezemia jest najczęstszym zaburzeniem elektrolitowym diagnozowanym u pacjentów przyjmowanych na oddział intensywnej terapii.
Przewlekła łagodna hipomagnezemia jest częstsza u osób z nadciśnieniem tętniczym i chorobą niedokrwienną serca.

## Fizjologia i patofizjologia
Ilościowo magnez jest czwartym kationem w organizmie człowieka i drugim (za potasem) kationem wewnątrzkomórkowym. Jest kofaktorem w ponad 300 reakcjach enzymatycznych, uczestniczy w metabolizmie białek, lipidów, węglowodanów i kwasów nukleinowych. Przez swój wpływ na pompę sodowo-potasową (Na/K -ATP-aza) i wapniową (Ca-ATP-aza) bierze udział w transporcie elektrolitów przez plazmolemmę i odpowiada za podtrzymanie homeostazy ustroju. Każdy wydatek energii z użyciem ATP w organizmie jest zależny od magnezu. Umożliwia on kurczenie mięśni, pobudliwość neuronów, mięśnia sercowego, wyzwalanie neuroprzekaźników i hormonów, a także funkcjonowanie trombocytów. W organizmie ludzkim znajduje się około 22-26g (1000 mmol) magnezu. Tylko około 1% całej puli znajduje się w przestrzeni zewnątrzkomórkowej – osoczu i krwinkach czerwonych, w samej zaś surowicy zgromadzone jest zaledwie 0,3% magnezu całego organizmu. Znajduje się tam w formie zjonizowanej, związanej z białkami (głównie z albuminą), cytrynianami lub fosforanami. Najwięcej magnezu jest w kościach w postaci hydroksyapatytów (około 53%), mięśniach (27%) i tkankach miękkich (19%).
W sytuacji niedoboru magnezu w nerkach i jelicie cienkim wzrasta resorpcja i maleje wydalanie brakującego pierwiastka, dochodzi również do uwolnienia magnezu z kości i tkanek miękkich do krwi i płynów zewnątrzkomórkowych. Ponieważ stężenie magnezu w tkankach jest stukrotnie wyższe niż we krwi, tłumaczy to, dlaczego niedobór magnezu w organizmie nie zawsze idzie w parze z hipomagnezemią (obniżonym stężeniem magnezu we krwi).
Wchłanianie, wydalanie i dystrybucja magnezu w organizmie regulowana jest przez hormony – parathormon, hormony nadnerczy, tarczycy, insulinę i witaminę D.

## Objawy
Najczęściej nieswoiste. Dominują objawy zwykle współwystępujących zaburzeń elektrolitowych: hipokalcemii opornej na suplementację wapnia, hipokaliemii opornej na suplementację potasu i hipofosfatemii. Mogą wystąpić:
- Zaburzenia rytmu serca:
  - dodatkowe pobudzenia komorowe i nadkomorowe
  - częstoskurcze
  - migotanie przedsionków
  - migotanie komór
  - nadciśnienie tętnicze[1]
  - dławica piersiowa[1]
- Objawy nerwowo-mięśniowe:
  - drżenia kończyn górnych, dolnych i języka
  - bolesne kurcze, np. łydek[5]
  - osłabienie mięśniowe, zwłaszcza mięśni oddechowych
  - parestezje, mrowienia
  - objawy tężyczki jawnej i utajonej
  - W EKG wydłużenie odstępu QT, spłaszczenie załamka T i załamek U
- Ze strony układu nerwowego[1]:
  - nadpobudliwość
  - zaburzenia psychiczne, np. depresja
  - zaburzenia uwagi i koncentracji[5]
  - oczopląs
  - zaburzenia świadomości
- Ze strony przewodu pokarmowego[1]:
  - dysfagia
  - skurcz przełyku
  - kolka jelitowa
  - niedrożność porażenna jelit
- Inne dolegliwosci[1]:
  - zmiany zakrzepowe
  - osteoporoza
  - nasilenie alergii
  - wypadanie włosów[5]

## Przyczyny
Przyczyny niedoboru magnezu podzielić można na pięć głównych grup:
1. niedostateczna podaż – mała zawartość magnezu w diecie, przewlekłe żywienie pozajelitowe preparatami w których skład wchodzi zbyt mała ilość Mg2+
2. upośledzone wchłanianie lub trawienie (zwłaszcza w jelicie cienkim), np. w zapaleniu trzustki[5], wątroby[5] albo wskutek długotrwałego stosowania inhibitorów pompy protonowej
3. nadmierna utrata magnezu:
  1. przez nerki: hiperaldosteronizm pierwotny, przewlekły alkoholizm, hiperkalcemia, hipokaliemia, leki (diuretyki, aminoglikozydy, cisplatyna, amfoterycyna B, cyklosporyna, takrolimus), faza wielomoczu po ostrej martwicy cewek nerkowych lub po usunięciu obturacji dróg wyprowadzania moczu, tubulopatie wrodzone (zespół Gitelmana, zespół Barttera, izolowana hipomagnezemia z hipokalciurią lub z prawidłową kalciurią, hipomagnezemia rodzinna z hiperkalciurią i/lub nefrokalcynozą, hipomagnezemia z wtórną hipokalcemią, mutacja aktywująca receptora wapniowego)
  2. przez przewód pokarmowy: wymioty, biegunka, przetoki, leki wiążące potas, mutacja TRPM6
4. przemieszczenie Mg2+ z przestrzeni pozakomórkowej do komórek – intensywne leczenie cukrzycowej kwasicy ketonowej, zespół ponownego odżywienia, pobudzenie układu współczulnego[2], ostry i przewlekły alkoholizm[5]
5. odkładanie się magnezu w tkankach – ostre zapalenie trzustki (saponifikacja martwicy tkanki tłuszczowej), zespół „głodnych kości” po operacyjnym leczeniu nadczynności przytarczyc.

## Zapotrzebowanie i zawartość w produktach spożywczych
| Wiek                        | Mg (mg) |
| --------------------------- | ------- |
| Niemowlęta 0-6 miesiąc      | 50      |
| Niemowlęta 7-12 miesiąc     | 70      |
| Dzieci 1-3 rok życia        | 150     |
| Dzieci 4-6 rok życia        | 200     |
| Młodzież 7-10 rok życia     | 250     |
| Młodzież 11-14 rok życia    | 350     |
| Młodzież 15-18 rok życia    | 400     |
| Mężczyźni > 19 roku życia   | 350     |
| Kobiety > 19 roku życia     | 300     |
| Kobiety ciężarne i karmiące | 500-700 |

Zapotrzebowanie na magnez może wzrosnąć nawet dwukrotnie w okresie przyspieszonego wzrastania u dzieci, u kobiet ciężarnych i karmiących, u sportowców i ludzi wykonujących pracę fizyczną, a także w warunkach długotrwałego stresu. Pokarmami, które są źródłami dużej ilości magnezu (ponad 100 mg w 100 g) są: czekolada i kakao, mleko, sery, ziarna żyta i pszenicy, soja, orzechy, płatki owsiane, otręby, warzywa strączkowe; pokarmy o średniej zawartości magnezu (25-100 mg w 100 g) to: pieczywo razowe, mięso, jaja, tłuste ryby, szpinak i kasze; niską zawartość magnezu (poniżej 25 mg w 100 g) wykazują: białe pieczywo, masło i margaryna. Źródłem magnezu jest także tzw. „twarda” woda pitna i niektóre wody mineralne. Znajomość zawartości magnezu w produktach spożywczych ma duże znaczenie z tego powodu, że magnez przyswaja się lepiej z produktów spożywczych niż z suplementów diety. W typowej diecie 45% magnezu wchłaniana jest z trawienia warzyw, owoców, ziaren i orzechów, 29% pochodzi z mleka, mięsa, jaj.
Niedobór magnezu może być wywołany przez alkohol, poprzez zwiększenie utraty magnezu z moczem. Podobnie, choć z mniejszym nasileniem, działa kofeina. Badania doświadczalne i obserwacje kliniczne wskazują niekorzystny wpływ narkotyków na przyswajanie magnezu.
Stosowanie standardowej diety pozwala na wchłonięcie z pożywienia ok. 30–50% magnezu. Jeżeli zawartość magnezu w pokarmie jest niska absorpcja wzrasta do 80%.
Magnez przyjęty z pożywieniem zostaje wchłaniany głównie w jelicie cienkim i krętym. Na spadek wchłaniania magnezu mają wpływ następujące substancje: duże ilości wapnia pokarmowego (powyżej 2000 mg/d), fosfor, sód, potas, cynk, żelazo, selen, witamina B6 i D w niewielkim stopniu dieta bogatotłuszczowa, fityniany
Wzrostowi wchłaniania żelaza sprzyjają: laktoza, alkohole cukrowe, dieta wysokobiałkowa (ale niezawierająca fitynianów), fosforany, szczawiany (tworzą z magnezem trudno rozpuszczalne i niewchłanialne sole), oligosacharydy (np. inulina), metale ciężkie i fluor.

## Rozpoznanie
Na podstawie stężenia magnezu w surowicy <0,65 mmol/l. W ciężkiej hipoalbuminemii wynik należy zwiększyć o 0,05 mmol/l na każdy 1 g/dl ubytku albuminemii <4 g/dl. W celu wykluczenia innych przyczyn należy oznaczyć stężenie pozostałych jonów we krwi, stężenie kreatyniny i wykonać gazometrię. Dzienne wydalanie magnezu z moczem >1 mmol wskazuje na jego utratę w nerkach, natomiast <1 mmol – na inną genezę niedoboru magnezu. Wydalanie magnezu z moczem (FEMg) można też obliczyć według wzoru:
FEMg = (UMg × Skreat/SMg × Ukreat) × 100%
Gdzie: UMg – stężenie Mg2+ w moczu, Skreat – stężenie kreatyniny w surowicy, SMg – stężenie Mg2+ w surowicy, Ukreat – stężenie kreatyniny w moczu
Osoby z hipomagnezemią i prawidłową funkcją nerek z FEMg >2% prawdopodobnie cierpią z powodu nerkowej utraty Mg2+, a z FEMg <2% z powodu utraty pozanerkowej.
Przy podejrzeniu niedoboru magnezu z prawidłowym wynikiem jego stężenia we krwi, można wykonać próbę obciążenia magnezem (polegającą na dożylnym podaniu 4 g siarczanu magnezu w 500 ml 5% roztworu glukozy w ciągu 8 h. Po tym czasie magnezuria wynosząca <15 mmol/d w dniu obciążenia wskazuje na niedobór magnezu.

## Leczenie
Należy dążyć do usunięcia przyczyny niedoboru.
W hipomagnezemii objawowej i wymagającej hospitalizacji podaje się siarczan magnezu dożylnie, 1-2 g w ciągu 10–15 min (celem uzyskania przyrostu stężenia Mg2+ w surowicy o ≥0,4 mmol/l w jak najkrótszym czasie), następnie 5 g w 500 ml 5% roztworu glukozy przez 5 godzin w wolnym wlewie (≤2 g/h).
- w częstoskurczu torsade de pointes dawkę początkową podaje się w ciągu 30–60 s i w razie potrzeby ponawia po 5–15 min.
- jeżeli stężenie magnezu w surowicy wynosi <0,25 mmol/l, to niedobór Mg wynosi około 0,5–1,0 mmol/kg; aby wyrównać taki niedobór, w pierwszych 3 godzinach stosuje się 3 g MgSO4 w 1000 ml 5% roztworu glukozy, a w ciągu kolejnych 21 godzin – 6 g MgSO4 w 2000 ml 5% roztworu glukozy; przez kolejne 3–4 dni podaje się dożylnie 4–6 g MgSO4.

W hipomagnezemii bezobjawowej stosuje się doustne preparaty magnezu (u chorych bez zaburzeń wchłaniania Mg); wszystkie doustne związki magnezu mogą być przyczyną biegunki (najrzadziej preparaty o powolnym uwalnianiu), co może pogłębić niedobór magnezu.
Należy wyrównywać towarzyszącą hipokaliemię, hipokalcemię i hipofosfatemię, gdyż mogą powodować, że hipomagnezemia staje się oporna na leczenie.
Należy pamiętać o stałym monitorowaniu stężenia magnezu w surowicy, stanu pacjenta i poziomu elektrolitów we krwi.

## Klasyfikacja ICD10
| kod ICD10     | nazwa choroby                                                 |
| ------------- | ------------------------------------------------------------- |
| ICD-10: E83   | Zaburzenia przemiany mineralnej                               |
| ICD-10: E83.4 | Zaburzenia przemian magnezu Hipermagnezemia Hipomagnezemia    |
| ICD-10: E61   | Niedobór innych składników pokarmowych                        |
| ICD-10: E61.2 | Niedobór magnezu                                              |
| ICD-10: P71   | Przemijające zaburzenia przemiany wapnia i magnezu noworodków |
| ICD-10: P71.2 | Hipomagnezemia noworodków                                     |